# Z dystansu
Z dystansu (ang. Detachment) – amerykański film dramatyczny z 2011 roku w reżyserii Tony'ego Kaye'a, z udziałem m.in. Adriena Brody'ego.

## Opis
Film opowiada historię  Henry’ego Barthesa (Adrien Brody), nauczyciela pracującego na zastępstwach w szkołach średnich, na tle instytucji, jej administracji, uczniów i nauczycieli. Podczas pracy w nowej szkole  spotyka trzy kobiety: Sarę Madison (Christina Hendricks) koleżankę z pracy i nauczycielkę; Meredith (Betty Kaye) zakompleksioną  uczennicę oraz Ericę (Sami Gayle) nieletnią prostytutkę.

## Obsada
- Adrien Brody jako Henry Barthes
- Marcia Gay Harden jako dyr. Carol Dearden
- Christina Hendricks jako pani Sarah Madison
- William Petersen jako pan Sarge Kepler
- Bryan Cranston jako pan Dearden
- Tim Blake Nelson jako pan Wiatt
- Betty Kaye jako Meredith
- Sami Gayle jako Erica
- Lucy Liu jako dr Doris Parker
- Blythe Danner jako pani Perkins
- James Caan jako pan Charles Seaboldt
- Louis Zorich jako Grampa
- Isiah Whitlock Jr. jako pan Mathias
- Brennan Brown jako Greg Raymond
- Renée Felice Smith  jako Missy
- Doug E. Doug jako pan Norris
- Stefan Avramoski jako Marcus